# Nalassus harpaloides
Nalassus harpaloides – gatunek chrząszcza z rodziny czarnuchowatych i podrodziny Tenebrioninae.
Gatunek ten opisany został po raz pierwszy w 1850 roku przez Heinricha Carla Küstera pod nazwą Helops harpaloides.
Chrząszcz o krótko-owalnym, mocno sklepionym ciele długości od 7 do 10 mm. Głowę ma szeroko na przedzie wykrojoną, po bokach nabrzmiałą, o okrągławo wystających poza obrys policzkach. Przedplecze ma boczne brzegi nieregularnie, mocno zaokrąglone, silnie obrzeżone, szeroko przed tylnymi kątami rozpłaszczone. Pokrywy cechują się pozbawionym wyraźnego obrzeżenia szwem i kanciasto wystającymi barkami. U samców odnóża przedniej i środkowej pary nie mają wyraźnie rozszerzonych stóp.
Gatunek palearktyczny, endemiczny dla południowej Francji.